# Élections législatives de 1988 dans l'Essonne
Les élections législatives françaises de 1988 se sont déroulées les 5 et 12 juin 1988. Dans le département de l'Essonne, dix députés étaient à élire dans dix circonscriptions.

## Élus
| Circonscription | Député sortant        | Parti                 | Parti                 | Député élu ou réélu    | Parti | Parti    |
| --------------- | --------------------- | --------------------- | --------------------- | ---------------------- | ----- | -------- |
| 1re             | Scrutin proportionnel | Scrutin proportionnel | Scrutin proportionnel | Jacques Guyard         |       | PS       |
| 2e              | Scrutin proportionnel | Scrutin proportionnel | Scrutin proportionnel | Xavier Dugoin          |       | RPR      |
| 3e              | Scrutin proportionnel | Scrutin proportionnel | Scrutin proportionnel | Yves Tavernier         |       | PS       |
| 4e              | Scrutin proportionnel | Scrutin proportionnel | Scrutin proportionnel | Pierre-André Wiltzer   |       | UDF (AD) |
| 5e              | Scrutin proportionnel | Scrutin proportionnel | Scrutin proportionnel | Michel Pelchat         |       | UDF (PR) |
| 6e              | Scrutin proportionnel | Scrutin proportionnel | Scrutin proportionnel | Claude Germon          |       | PS       |
| 7e              | Scrutin proportionnel | Scrutin proportionnel | Scrutin proportionnel | Marie-Noëlle Lienemann |       | PS       |
| 8e              | Scrutin proportionnel | Scrutin proportionnel | Scrutin proportionnel | Michel Berson          |       | PS       |
| 9e              | Scrutin proportionnel | Scrutin proportionnel | Scrutin proportionnel | Thierry Mandon         |       | PS       |
| 10e             | Scrutin proportionnel | Scrutin proportionnel | Scrutin proportionnel | Julien Dray            |       | PS       |

## Positionnement des partis
L'UDF et le RPR se présentent unis sous l'étiquette « Union du Rassemblement et du Centre » tandis que les candidats du Parti socialiste se rangent sous la bannière de la « Majorité présidentielle pour la France unie », slogan de la campagne présidentielle de François Mitterrand.

## Résultats

### Résultats à l’échelle du département
| Parti                 | Parti                               | Premier tour | Premier tour | Second tour | Second tour | Sièges |
| Parti                 | Parti                               | Voix         | %            | Voix        | %           | Sièges |
| --------------------- | ----------------------------------- | ------------ | ------------ | ----------- | ----------- | ------ |
|                       | Rassemblement pour la République    | 95 075       | 23,80        | 125 673     | 29,31       | 1      |
|                       | Union pour la démocratie française  | 41 956       | 10,50        | 63 299      | 14,76       | 2      |
|                       | Divers droite                       | 9 750        | 2,44         | 15 270      | 3,56        | 0      |
|                       | Union du Rassemblement et du Centre | 146 781      | 36,75        | 204 242     | 47,63       | 3      |
|                       |                                     |              |              |             |             |        |
|                       | Parti socialiste                    | 145 068      | 36,32        | 224 546     | 52,37       | 7      |
|                       | diss. Parti socialiste              | 1 196        | 0,30         |             |             | 7      |
|                       | La France unie                      | 146 264      | 36,62        | 224 546     | 52,37       | 7      |
|                       |                                     |              |              |             |             |        |
|                       | Parti communiste français           | 56 528       | 14,15        | Retrait     | Retrait     | 0      |
|                       | Front national                      | 43 466       | 10,88        |             |             | 0      |
|                       | Extrême gauche                      | 2 691        | 0,67         | 0           |             |        |
|                       | Parti ouvrier européen              | 2 058        | 0,52         | 0           |             |        |
|                       | Les Verts                           | 1 604        | 0,40         | 0           |             |        |
|                       |                                     |              |              |             |             |        |
| Inscrits              | Inscrits                            | 637 011      | 100,00       | 636 794     | 100,00      | 10     |
| Abstentions           | Abstentions                         | 231 326      | 36,31        | 197 338     | 30,99       |        |
| Votants               | Votants                             | 405 685      | 63,69        | 439 456     | 69,01       |        |
| Blancs et nuls        | Blancs et nuls                      | 6 293        | 1,55         | 10 668      | 2,43        |        |
| Exprimés              | Exprimés                            | 399 392      | 98,45        | 428 788     | 97,57       |        |
| Source : Data.gouv.fr |                                     |              |              |             |             |        |

### Résultats par circonscription

#### Première circonscription (Évry - Corbeil-Essonnes)
| Candidat       | Candidat                     | Parti          | Premier tour | Premier tour | Second tour | Second tour |  |
| Candidat       | Candidat                     | Parti          | Voix         | %            | Voix        | %           |  |
| -------------- | ---------------------------- | -------------- | ------------ | ------------ | ----------- | ----------- |  |
|                | Jacques Guyard sortant réélu | PS             | 11 112       | 34,67        | 19 642      | 59,54       |  |
|                | Jacques Gering               | RPR (URC)      | 8 594        | 26,82        | 13 347      | 40,46       |  |
|                | Roger Combrisson sortant     | PCF            | 7 037        | 21,96        | Retrait     | Retrait     |  |
|                | Gérard Duquenne              | FN             | 3 601        | 11,24        |             |             |  |
|                | Andrée Deschamps             | Les Verts      | 1 604        | 5            |             |             |  |
|                | Suzanne Brillon              | POE            | 100          | 0,31         |             |             |  |
|                |                              |                |              |              |             |             |  |
| Inscrits       | Inscrits                     | Inscrits       | 52 354       | 100,00       | 52 338      | 100,00      |  |
| Abstentions    | Abstentions                  | Abstentions    | 19 943       | 38,09        | 18 232      | 34,84       |  |
| Votants        | Votants                      | Votants        | 32 411       | 61,91        | 34 106      | 65,16       |  |
| Blancs et nuls | Blancs et nuls               | Blancs et nuls | 363          | 1,12         | 1 117       | 3,28        |  |
| Exprimés       | Exprimés                     | Exprimés       | 32 048       | 98,88        | 32 989      | 96,72       |  |

#### Deuxième circonscription (Etampes)
| Candidat       | Candidat                    | Parti          | Premier tour | Premier tour | Second tour | Second tour |  |
| Candidat       | Candidat                    | Parti          | Voix         | %            | Voix        | %           |  |
| -------------- | --------------------------- | -------------- | ------------ | ------------ | ----------- | ----------- |  |
|                | Xavier Dugoin sortant réélu | RPR (URC)      | 18 284       | 42,92        | 24 278      | 53,35       |  |
|                | Amaury Couderc              | PS             | 9 617        | 22,58        | 21 233      | 46,65       |  |
|                | Gérard Lefranc              | PCF            | 8 656        | 20,32        | Retrait     | Retrait     |  |
|                | Jean-Louis Fuchs            | FN             | 4 472        | 10,5         |             |             |  |
|                | José Garcia                 | diss. PS       | 1 196        | 2,81         |             |             |  |
|                | Pierre Moureaux Nery        | POE            | 371          | 0,87         |             |             |  |
|                |                             |                |              |              |             |             |  |
| Inscrits       | Inscrits                    | Inscrits       | 64 667       | 100,00       | 64 634      | 100,00      |  |
| Abstentions    | Abstentions                 | Abstentions    | 21 290       | 32,92        | 17 984      | 27,82       |  |
| Votants        | Votants                     | Votants        | 43 377       | 67,08        | 46 650      | 72,18       |  |
| Blancs et nuls | Blancs et nuls              | Blancs et nuls | 781          | 1,8          | 1 139       | 2,44        |  |
| Exprimés       | Exprimés                    | Exprimés       | 42 596       | 98,2         | 45 511      | 97,56       |  |

#### Troisième circonscription (Brétigny-sur-Orge)
| Candidat       | Candidat                     | Parti          | Premier tour | Premier tour | Second tour | Second tour |  |
| Candidat       | Candidat                     | Parti          | Voix         | %            | Voix        | %           |  |
| -------------- | ---------------------------- | -------------- | ------------ | ------------ | ----------- | ----------- |  |
|                | Yves Tavernier sortant réélu | PS             | 19 376       | 40,63        | 27 337      | 52,89       |  |
|                | Jean de Boishue              | RPR (URC)      | 17 613       | 36,93        | 24 354      | 47,11       |  |
|                | Alain Blin                   | PCF            | 5 703        | 11,96        |             |             |  |
|                | Patrice Lépine               | FN             | 4 998        | 10,48        |             |             |  |
|                | Roselyne Schiffer            | POE            | 0            | 0            |             |             |  |
|                |                              |                |              |              |             |             |  |
| Inscrits       | Inscrits                     | Inscrits       | 72 483       | 100,00       | 72 463      | 100,00      |  |
| Abstentions    | Abstentions                  | Abstentions    | 24 004       | 33,12        | 19 564      | 27          |  |
| Votants        | Votants                      | Votants        | 48 479       | 66,88        | 52 899      | 73          |  |
| Blancs et nuls | Blancs et nuls               | Blancs et nuls | 789          | 1,63         | 1 208       | 2,28        |  |
| Exprimés       | Exprimés                     | Exprimés       | 47 690       | 98,37        | 51 691      | 97,72       |  |

#### Quatrième circonscription (Longjumeau)
| Candidat       | Candidat                           | Parti          | Premier tour | Premier tour | Second tour | Second tour |  |
| Candidat       | Candidat                           | Parti          | Voix         | %            | Voix        | %           |  |
| -------------- | ---------------------------------- | -------------- | ------------ | ------------ | ----------- | ----------- |  |
|                | Pierre-André Wiltzer sortant réélu | UDF (AD) (URC) | 16 621       | 40,74        | 22 335      | 50,05       |  |
|                | Nicole Morichaud                   | PS             | 15 913       | 39,01        | 22 286      | 49,95       |  |
|                | Jean-Claude Frolich                | FN             | 4 269        | 10,46        |             |             |  |
|                | Alain Dussour                      | PCF            | 3 994        | 9,79         |             |             |  |
|                |                                    |                |              |              |             |             |  |
| Inscrits       | Inscrits                           | Inscrits       | 62 678       | 100,00       | 62 671      | 100,00      |  |
| Abstentions    | Abstentions                        | Abstentions    | 21 253       | 33,91        | 17 108      | 27,3        |  |
| Votants        | Votants                            | Votants        | 41 425       | 66,09        | 45 563      | 72,7        |  |
| Blancs et nuls | Blancs et nuls                     | Blancs et nuls | 628          | 1,52         | 942         | 2,07        |  |
| Exprimés       | Exprimés                           | Exprimés       | 40 797       | 98,48        | 44 621      | 97,93       |  |

#### Cinquième circonscription (Les Ulis)
| Candidat       | Candidat                     | Parti          | Premier tour | Premier tour | Second tour | Second tour |  |
| Candidat       | Candidat                     | Parti          | Voix         | %            | Voix        | %           |  |
| -------------- | ---------------------------- | -------------- | ------------ | ------------ | ----------- | ----------- |  |
|                | Michel Pelchat sortant réélu | UDF (PR) (URC) | 16 451       | 43,26        | 21 003      | 51          |  |
|                | Roger Bambuck                | PS             | 14 082       | 37,03        | 20 176      | 49          |  |
|                | Jean Baillif                 | FN             | 2 865        | 7,53         |             |             |  |
|                | Jean-Louis Fuchs             | PCF            | 2 741        | 7,21         |             |             |  |
|                | José Garcia                  | Extrême gauche | 1 699        | 4,47         |             |             |  |
|                | Pierre Moureaux Nery         | POE            | 193          | 0,51         |             |             |  |
|                |                              |                |              |              |             |             |  |
| Inscrits       | Inscrits                     | Inscrits       | 57 080       | 100,00       | 57 065      | 100,00      |  |
| Abstentions    | Abstentions                  | Abstentions    | 18 503       | 32,42        | 15 055      | 26,38       |  |
| Votants        | Votants                      | Votants        | 38 577       | 67,58        | 42 010      | 73,62       |  |
| Blancs et nuls | Blancs et nuls               | Blancs et nuls | 546          | 1,42         | 831         | 1,98        |  |
| Exprimés       | Exprimés                     | Exprimés       | 38 031       | 98,58        | 41 179      | 98,02       |  |

#### Sixième circonscription (Massy)
| Candidat       | Candidat                    | Parti          | Premier tour | Premier tour | Second tour | Second tour |  |
| Candidat       | Candidat                    | Parti          | Voix         | %            | Voix        | %           |  |
| -------------- | --------------------------- | -------------- | ------------ | ------------ | ----------- | ----------- |  |
|                | Claude Germon sortant réélu | PS             | 17 275       | 40,41        | 25 095      | 55,66       |  |
|                | Jacques Allain              | RPR (URC)      | 14 051       | 32,87        | 19 991      | 44,34       |  |
|                | Robert Vizet                | PCF            | 6 550        | 15,32        |             |             |  |
|                | Rémi Blanchard              | FN             | 4 528        | 10,59        |             |             |  |
|                | Andrée Bougnon              | Extrême droite | 341          | 0,8          |             |             |  |
|                |                             |                |              |              |             |             |  |
| Inscrits       | Inscrits                    | Inscrits       | 69 769       | 100,00       | 69 740      | 100,00      |  |
| Abstentions    | Abstentions                 | Abstentions    | 26 324       | 37,73        | 23 430      | 33,6        |  |
| Votants        | Votants                     | Votants        | 43 445       | 62,27        | 46 310      | 66,4        |  |
| Blancs et nuls | Blancs et nuls              | Blancs et nuls | 700          | 1,61         | 1 224       | 2,64        |  |
| Exprimés       | Exprimés                    | Exprimés       | 42 745       | 98,39        | 45 086      | 97,36       |  |

#### Septième circonscription (Savigny-sur-Orge)
| Candidat       | Candidat                    | Parti          | Premier tour | Premier tour | Second tour | Second tour |  |
| Candidat       | Candidat                    | Parti          | Voix         | %            | Voix        | %           |  |
| -------------- | --------------------------- | -------------- | ------------ | ------------ | ----------- | ----------- |  |
|                | Marie-Noëlle Lienemann élue | PS             | 16 062       | 38,02        | 23 915      | 51,74       |  |
|                | René L'Helguen              | RPR (URC)      | 15 830       | 37,47        | 22 310      | 48,26       |  |
|                | Patrick Dordain             | FN             | 5 146        | 12,18        |             |             |  |
|                | Michel Bockelandt           | PCF            | 4 878        | 11,55        |             |             |  |
|                | Jean-Michel Dutuit          | POE            | 328          | 0,78         |             |             |  |
|                |                             |                |              |              |             |             |  |
| Inscrits       | Inscrits                    | Inscrits       | 68 924       | 100,00       | 68 895      | 100,00      |  |
| Abstentions    | Abstentions                 | Abstentions    | 26 001       | 37,72        | 21 612      | 31,37       |  |
| Votants        | Votants                     | Votants        | 42 923       | 62,28        | 47 283      | 68,63       |  |
| Blancs et nuls | Blancs et nuls              | Blancs et nuls | 679          | 1,58         | 1 058       | 2,24        |  |
| Exprimés       | Exprimés                    | Exprimés       | 42 244       | 98,42        | 46 225      | 97,76       |  |

#### Huitième circonscription (Yerres)
| Candidat       | Candidat                    | Parti          | Premier tour | Premier tour | Second tour | Second tour |  |
| Candidat       | Candidat                    | Parti          | Voix         | %            | Voix        | %           |  |
| -------------- | --------------------------- | -------------- | ------------ | ------------ | ----------- | ----------- |  |
|                | Michel Berson sortant réélu | PS             | 16 871       | 40,33        | 23 739      | 52,6        |  |
|                | Laurent Béteille            | RPR (URC)      | 15 160       | 36,24        | 21 393      | 47,4        |  |
|                | Alain Vezia                 | FN             | 4 789        | 11,45        |             |             |  |
|                | Lucien Lagrange             | PCF            | 4 693        | 11,22        |             |             |  |
|                | Jacqueline Dagnicourt       | POE            | 318          | 0,76         |             |             |  |
|                |                             |                |              |              |             |             |  |
| Inscrits       | Inscrits                    | Inscrits       | 68 376       | 100,00       | 68 346      | 100,00      |  |
| Abstentions    | Abstentions                 | Abstentions    | 25 894       | 37,87        | 22 201      | 32,48       |  |
| Votants        | Votants                     | Votants        | 42 482       | 62,13        | 46 145      | 67,52       |  |
| Blancs et nuls | Blancs et nuls              | Blancs et nuls | 651          | 1,53         | 1 013       | 2,2         |  |
| Exprimés       | Exprimés                    | Exprimés       | 41 831       | 98,47        | 45 132      | 97,8        |  |

#### Neuvième circonscription (Draveil)
| Candidat       | Candidat           | Parti          | Premier tour | Premier tour | Second tour | Second tour |  |
| Candidat       | Candidat           | Parti          | Voix         | %            | Voix        | %           |  |
| -------------- | ------------------ | -------------- | ------------ | ------------ | ----------- | ----------- |  |
|                | Thierry Mandon élu | PS             | 14 360       | 37,2         | 21 742      | 52,14       |  |
|                | Bernard Huvelin    | UDF (PR) (URC) | 8 884        | 23,01        | 19 961      | 47,86       |  |
|                | Daniel Besse       | RPR (URC)      | 5 543        | 14,36        |             |             |  |
|                | Daniel Perrin      | PCF            | 5 089        | 13,18        |             |             |  |
|                | Louis Ressicaud    | FN             | 4 473        | 11,59        |             |             |  |
|                | Odette Lyon        | POE            | 258          | 0,67         |             |             |  |
|                |                    |                |              |              |             |             |  |
| Inscrits       | Inscrits           | Inscrits       | 63 627       | 100,00       | 63 612      | 100,00      |  |
| Abstentions    | Abstentions        | Abstentions    | 24 476       | 38,47        | 21 014      | 33,03       |  |
| Votants        | Votants            | Votants        | 39 151       | 61,53        | 42 598      | 66,97       |  |
| Blancs et nuls | Blancs et nuls     | Blancs et nuls | 544          | 1,39         | 895         | 2,1         |  |
| Exprimés       | Exprimés           | Exprimés       | 38 607       | 98,61        | 41 703      | 97,9        |  |

#### Dixième circonscription (Sainte-Geneviève-des-Bois)
| Candidat       | Candidat                   | Parti                | Premier tour | Premier tour | Second tour | Second tour |  |
| Candidat       | Candidat                   | Parti                | Voix         | %            | Voix        | %           |  |
| -------------- | -------------------------- | -------------------- | ------------ | ------------ | ----------- | ----------- |  |
|                | Julien Dray élu            | PS                   | 10 400       | 31,7         | 19 380      | 55,93       |  |
|                | Pierre Avenard             | RPR (URC)            | 8 314        | 25,35        | 15 270      | 44,07       |  |
|                | Geneviève Rodriguez        | PCF                  | 7 187        | 21,91        | Retrait     | Retrait     |  |
|                | Michel de Rostolan sortant | FN                   | 4 325        | 13,18        |             |             |  |
|                | Robert Gatellier           | Divers droite (CNIP) | 1 436        | 4,38         |             |             |  |
|                | Dominique Vincent          | Extrême gauche       | 992          | 3,02         |             |             |  |
|                | Jeannine Wolff             | POE                  | 149          | 0,45         |             |             |  |
|                | Autres candidats           | -                    | -            | -            | 1           | 0           |  |
|                |                            |                      |              |              |             |             |  |
| Inscrits       | Inscrits                   | Inscrits             | 57 053       | 100,00       | 57 030      | 100,00      |  |
| Abstentions    | Abstentions                | Abstentions          | 23 638       | 41,43        | 21 138      | 37,06       |  |
| Votants        | Votants                    | Votants              | 33 415       | 58,57        | 35 892      | 62,94       |  |
| Blancs et nuls | Blancs et nuls             | Blancs et nuls       | 612          | 1,83         | 1 241       | 3,46        |  |
| Exprimés       | Exprimés                   | Exprimés             | 32 803       | 98,17        | 34 651      | 96,54       |  |